# Ursula Werner
Ursula Werner (ur. 28 września 1943 w Eberswalde) – niemiecka aktorka filmowa, teatralna i telewizyjna.

## Życiorys
Urodziła się w Eberswalde, ale wychowała w dzielnicy Prenzlauer Berg w Berlinie Wschodnim. Po studiach aktorskich w berlińskiej Państwowej Szkole Teatralnej (Staatliche Schauspielschule Berlin-Schöneweide) w latach 1965–1968, pierwsze role zagrała na scenie Opery w Halle oraz w berlińskim kabarecie „Die Distel”.
W latach 1979–2009 była etatową aktorką berlińskiego Teatru im. Maksyma Gorkiego. Od końca lat 60. była jedną z bardziej popularnych aktorek drugiego planu w kinie z NRD. Wystąpiła w takich filmach, jak m.in. Nagi mężczyzna na stadionie (1974) Konrada Wolfa, Szczęście w oficynie (1980) i Roczne poręczenie (1981) Herrmanna Zschoche. Dużą popularność zyskała dzięki kultowej komedii Wspaniały zapach świeżego siana (1977).
Międzynarodowe uznanie zdobyła dzięki głównej roli w dramacie W siódmym niebie (2008) w reżyserii Andreasa Dresena. Zagrała tam kobietę po sześćdziesiątce, która decyduje się zakończyć trwające 30 lat małżeństwo i pójść za głosem serca. Śmiały obyczajowo film, w którym nie stroniono od scen seksu między bohaterami w zaawansowanym wieku, przyniósł Werner nominację do Europejskiej Nagrody Filmowej za najlepszą rolę żeńską oraz Niemiecką Nagrodę Filmową dla najlepszej aktorki.